# Stefania Turkewich
Stefania Turkewich-Lukianovych (25 april 1898, Lviv , Oostenrijk-Hongarije - 8 april 1977, Cambridge, Verenigd Koninkrijk) was een Oekraïense componist, pianist en musicoloog, erkend als de eerste vrouwelijke componist van Oekraïne. Haar werken werden door de Sovjets in Oekraïne verboden.

## Jeugd
Stefania's grootvader (Lev Turkevich), en haar vader (Ivan Turkevich) waren priesters. Haar moeder Sofia Kormoshiv (Кормошів) was pianiste en studeerde bij Karol Mikuli en Vilém Kurz, en begeleidde ook de jonge Solomiya Krushelnytska.:7 De hele familie was muzikaal en iedereen speelde een instrument. Stefania speelde piano, harp en harmonium. Later herinnerde de componist zich haar jeugd en haar liefde voor muziek:
Centraal in alles stond mijn moeder, die geweldig piano speelde. Als kind hield ik er erg van om naar haar spel te luisteren. Toen begonnen we bij ons thuis een salonorkest. We speelden als volgt: vader op de bas…, mijn moeder op de piano, (Льоньо) Lyonyo op cello, ik op het harmonium, (Марійка і Зенко) Marika en Zenko… op violen. Vader begon ook een familiekoor. Dit waren onze eerste stappen in de muziekwereld. Vader beknibbelde nooit op geld of verzon geen excuses als het op ons muziekleven aankwam.:23

## Studies

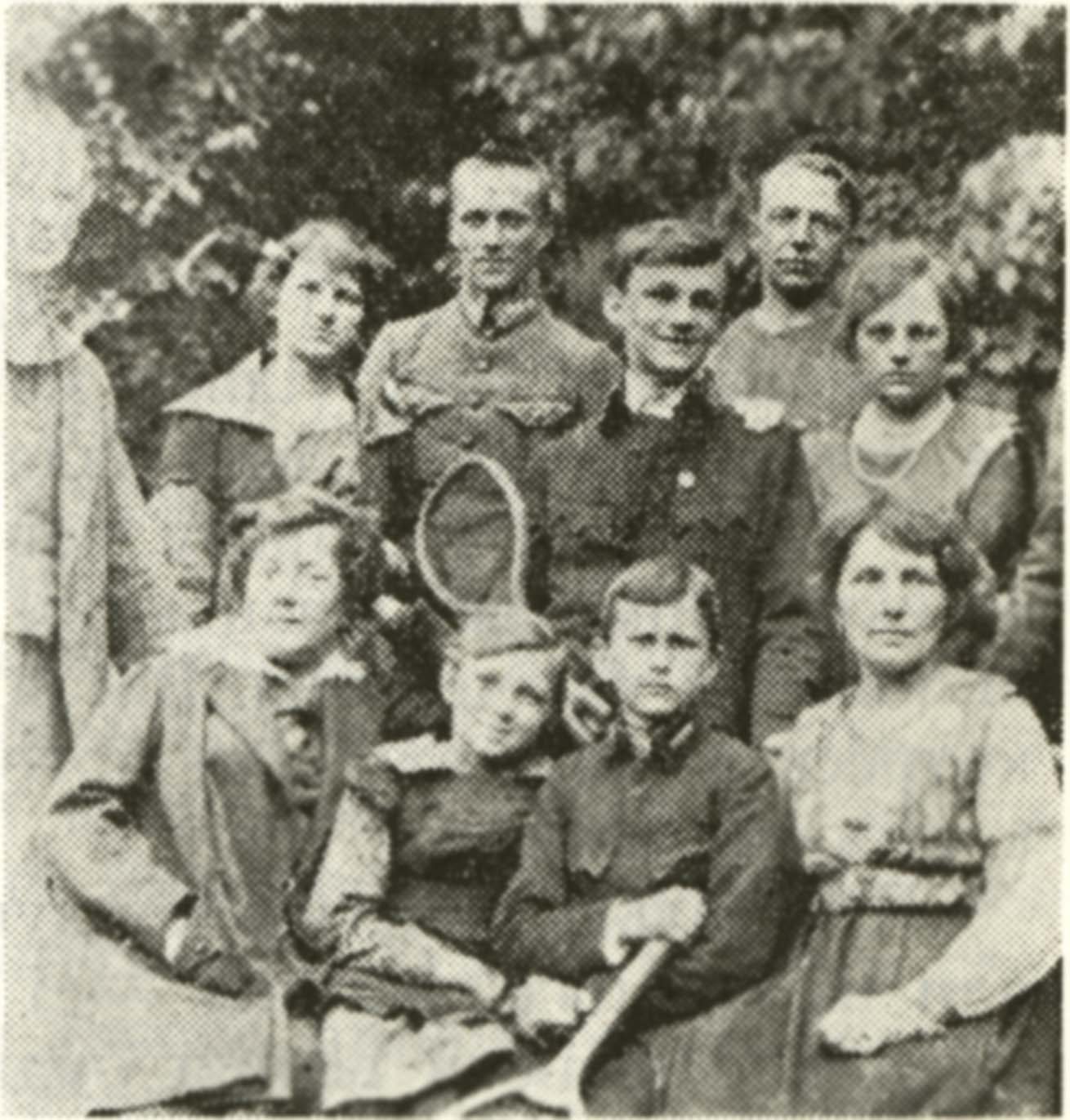
Middelste rij (van links naar rechts): zus Irena, broer Lev (met racket), Stefania, circa 1915

Stefania begon haar muziekstudies bij Vasyl Barvinsky. Van 1914 tot 1916 studeerde ze in Wenen als pianiste bij Vilém Kurz. Na de Eerste Wereldoorlog studeerde ze bij Adolf Chybiński aan de Universiteit van Lviv, en woonde ook zijn lezingen over muziektheorie bij aan het Conservatorium van Lviv.:10
In 1919 schreef ze haar eerste muziekwerk – de Liturgie (Літургію), dat verschillende keren werd opgevoerd in de St. George's Cathedral in Lviv.
In 1921 studeerde ze bij Guido Adler aan de Universiteit van Wenen en Joseph Marx aan de Universiteit voor Muziek en Podiumkunsten in Wenen, waar ze in 1923 afstudeerde met een lerarenopleiding.
In 1925 trouwde ze met Robert Lisovskyi en reisde met hem naar Berlijn, waar ze van 1927 tot 1930 woonde en studeerde bij Arnold Schönberg en Franz Schreker.:14 In deze periode, in 1927, werd haar dochter Zoya (Зоя) geboren.
In 1930 reisde ze naar Praag in Tsjecho-Slowakije, studeerde bij Zdeněk Nejedlý aan de Karelsuniversiteit en bij Otakar Šín aan het Conservatorium van Praag. Ze studeerde ook compositie bij Vítězslav Novák aan de muziekacademie. In de herfst van 1933 leerde ze piano en werd ze begeleider aan het conservatorium van Praag. In 1934 verdedigde ze haar proefschrift over het onderwerp Oekraïense folklore in Russische opera's.:15 Ze behaalde haar doctoraat in de musicologie in 1934 aan de Oekraïense Vrije Universiteit in Praag. Ze werd de eerste vrouw uit Galicië (dat toen deel uitmaakte van Polen) met een Ph.D.
Terugkerend naar Lviv, van 1934 tot het begin van de Tweede Wereldoorlog werkte ze als docent muziektheorie en piano aan het Conservatorium van Lviv en werd ze lid van de Unie van Oekraïense Professionele Musici.

## Tweede Wereldoorlog
In de herfst van 1939, na de Sovjetbezetting van West-Oekraïne, werkte Stefania als tutor en concertmeester in het Lviv Opera House, en van 1940 tot 1941 was zij universitair hoofddocent aan het conservatorium van Lviv. Na de sluiting van het Conservatorium, met de Duitse bezetting, bleef ze lesgeven aan de Staatsmuziekschool. In het voorjaar van 1944 vertrok ze vanuit Lviv naar Wenen. Op de vlucht voor de Sovjets verhuisde ze in 1946 naar Zuid- Oostenrijk en vandaar naar Italië, waar haar tweede echtgenoot, Nartsiz Lukyanovich, een arts was onder Brits bevel.

## Engeland
In de herfst van 1946 verhuisde Stefania naar het Verenigd Koninkrijk en woonde ze in Brighton (1947-1951), Londen (1951-1952), Barrow Gurney (bij Bristol) (1952-1962), Belfast (Noord-Ierland) (1962-1973), en Cambridge (vanaf 1973).
Eind jaren veertig keerde ze terug naar het componeren. Van tijd tot tijd trad ze weer op als pianiste, met name in 1957 met een reeks concerten in Oekraïense gemeenschappen in Engeland, en in 1959 met een concert met pianomuziek in Bristol. Ze was lid van de British Society of Women-Composers and Musicians (die tot 1972 bestond).
Haar opera Oksana's Heart werd in 1970 in Winnipeg (Canada) uitgevoerd in de Centennial Concert Hall, onder de artistieke leiding van haar zus Irena Turkevycz-Martynec. Deze werd als volgt aangekondigd:
Centennial Concert Hall - zondag om 19.30 uur: Oekraïens kindertheater presenteert Heart of Oksana, een opera van Stefania Turkevich-Lukianovich, het verhaal van een meisje dat mythologische figuren ontmoet in een betoverd bos terwijl ze op zoek gaat naar haar verloren broers.

## Composities

### Symfonische werken
- Symfonie nr. 1, 1937
- Symfonie nr. 2a, 1952
- Symfonie nummer 2b, tweede versie
- Sinfonietta, 1956
- Drie symfonische sketches, 3 juli 1975
- Symfonisch gedicht «La Vitа»
- Space Symphony, 1972
- Suite voor dubbele strijkorkesten
- Verbeelding voor dubbele strijkorkesten

### Balletten
- Het meisje met de verweerde handen, Bristol, 1957
- De ketting
- Vesna (lente; kinderballet), 1934-1935
- Mavka (Forest Nymph; Children's Ballet), 1964-1967, Belfast
- Strachopud (The Scarecrow), 1976

### Opera
- Mavka - gebaseerd op Lesia Ukrainka's Forest Song (incompleet)

### Opera's voor kinderen
- Tsar Okh of Oksana's Heart, 1960
- De jonge duivel
- Een moestuin, 1969

### Koorwerk
- Liturgie, 1919
- Psalm voor Scheptitsky
- Doe Bo
- Drieluik
- Koliskova (A-a, nematische kat), 1946

### Kamermuziek
- Sonate voor viool en piano, 1935
- Strijkkwartet, 1960 - 1970
- Trio voor viool, altviool en cello, 1960 - 1970
- Pianokwintet, 1960 - 1970
- Wind Trio, 1972

### Piano
- Variaties op een Oekraïens thema, 1932
- Fantasie. Pianosuite met Oekraïense thema's, 1940
- Impromptu, 1962
- Grotesque, 1964
- Bergssvit, 1966-1968
- Een cyclus van stukken voor kinderen, 1936–1946
- Oekraïense kerstliederen en Shtjedrivka
- Goed nieuws
- Kerstmis met Harlequin, 1971

### Andere werken
- Hart, voor zang en orkest
- Lorelei, verhaal van harmonium en piano, 1919. Tekst door Lesia Ukrainka
- mei 1912
- Thema's van volksliederen
- Independence Square, voor piano
- Lemky's lied voor zang en strijkers kers

## Nalatenschap
Haar composities zijn modern, maar doen denken aan Oekraïense volksliederen als ze niet expressionistisch zijn. Ze bleef componeren tot in de jaren zeventig. Stefania Turkevich stierf op 8 april 1977 in Cambridge, Engeland.